# Сулемандр (брандер)
«Сулемандр» — брандер Азовского флота Русского царства, один из двух брандеров типа «Вулканус».

## Описание судна
Один из двух однотипных брандеров с деревянным корпусом типа «Вулканус», строившихся на Воронежской верфи в 1698—1702 годах. Длина судна составляла 21,4 метра, ширина — 6,4 метра, а глубина интрюма — 2,9 метра. Артиллерийское вооружение судна состояло из 6 орудий.

## История службы
Брандер «Сулемандр» был заложен на стапеле Воронежской верфи в декабрь 1698 года и после спуска на воду 27 апреля (8 мая) 1702 года вошёл в состав Азовского флота России. Строительство брандера вёл кораблестроитель А. Корнилисен.
В кампанию 1704 года совершил переход в Устье.
По окончании службы в 1710 году брандер «Вулканус» был разобран в районе села Трушкино.

### Комментарии
1. ↑  Всего в рамках проекта было построено 2 брандера: «Вулканус» и «Сулемандр»[1].
2. ↑  70 футов[2].
3. ↑  21 фут[2].
4. ↑  9 футов 5 дюймов[2].